# Мустафчово
Мустафчово или Мустафчево (на гръцки: Μύκη, Мики) е село в Западна Тракия, Гърция, административен център на дем Мустафчово в административна област Източна Македония и Тракия.

## География
Селото се намира на южните склонове на Родопите.

## История
В османски документ от 4 ноември 1491 година се споменава, че 13 домакинства, 2 малоимотни домакинства и 3 неженени от село Мустафчово са част от тимара на Касъм Гелиболи, като се изброяват имената им:
| „ | Дундар Факих имам, Ибрахим, син на Али; Сатълмъш, син на Ибрахим; Юнус, син на Али; Дурмуш, син на Гази; Турали, син на Суле; Хамза, син на Пазарлу; Сюлейман, син на Огул паша; Кара, син на Касъм; Ягбасан, син на Касъм; Шахфели, син на Юсуф хан; Федиал, син на Насух; Али, син на Ибрахим; Сефершах, син на Юсуф хан; Байходжа, син на Юмер; ... син на Сюлейман, Ширмерд, освободен роб на Юсуф хан; Хюсни, син на Рум бей. | “ |

В края на XIX век Ст. Шишков преминава през селото и в пътеписите си пише за него:
| „ | Селото Муставшово има около 200 кѫщи, тоже пръснати на махали – колибаци по долината, що се образува въ Пашевикския гребень, или както го казватъ още Гюкче-бунарско бърце. То остава отъ лѣвата страна на главната рѣка и когато се слиза отъ гребеня по главния пѫть, едва се виждатъ нѣколко кѫщи отъ една на махалитѣ му. | “ |

В началото на XX век Мустафчово е помашко село в Ахърчелебийска каза. Според Любомир Милетич към 1912 година в него живеят 250 помашки семейства. Към 1942 година в селото живеят 500 души – помаци.
| Година    | 1913 | 1920 | 1928 | 1940 | 1951 | 1961 | 1971 | 1981 | 1991 | 2001 | 2011 | 2021 |
| --------- | ---- | ---- | ---- | ---- | ---- | ---- | ---- | ---- | ---- | ---- | ---- | ---- |
| Население |      |      |      |      |      |      |      |      | 1102 | 1095 | 1313 | 1347 |